# اکیتیکی
اکیتیکی (روسی: Экитыки) یک رودخانه در ناحیه خودگردان چوکوتکای کشور روسیه است.